# Академіка Порту Нову
Ассосіасау Академіка ду Порту Нову або просто Академіка Порту Нову (порт. Associação Académica do Porto Novo) — професіональний кабовердійський футбольний клуб з міста Порту Нову, на острові Санта-Антау.

## Історія
Клуб було засновано 14 лютого 1981 року.
Свій перший та єдиний титул чемпіона острову вони виграли в 1997 році. Пізніше, команда виграла більшість чемпіонств після розподіла острова за зональним принципом у 1997 році. Їх наступний титул був здобутий у 1998 році, вперше після розпаду чемпіонату острова. Після перемоги у чемпіонаті південної частини острову 2000 року клуб не брав участі в національних чемпіонатах, більше того, з 2000 року жоден клуб з південної частини острову не брав участі в національному чемпіонаті. Останнім часом клуб виграв рекордну кількість чемпіонських титулів, здобутих поспіль, а саме п'ять, і є один з небагатьох клубів з усіх ліг острова, які коли-небудь виграли протягом п'яти років п'ять титулів поспіль. Академіка в даний час має найбільшу кількість перемог у відкритому чемпіонаті міста Порту-Нову. У Кубку Порту Нову клуб перемагав три рази поспіль протягом періоду з 2013 по 2015 роки. Академіка також нещодавно виграла два поспіль Суперкубки після перемог у чемпіонаті. Клуб також кваліфікувався для участі в першому розіграші Суперкубку Санту-Антау, де клуб виграв обидва матчі та переміг у турнірі.
Академіка вперше брала участь в національному фіналі на початку 2013 року та протистояла Мінделенше і програли з рахунком 3:0 у першому матчі, а в другому — команди зіграли з рахунком 2:2, таким чином Академіка втратила свій єдиний шанс перемогти в національному чемпіонаті.

## Форма
Їх форма має чорний колір для домашніх матчів та білу футболку, чорні шорти та шкарпетки для виїзних матчів.
До завершення сезону 2014-15 років форма мала чорну футболку з білими смугами на рукавах, чорні шорти та білі шкарпетки для домашніх матчів; білу футболку з чорними смугами на рукавах, білі шорти та чорні шкарпетки склвдали їх виїзний/альтернативний комплект.
Ще раніше їх форма мала синього кольору футболку з однією білою смугою та з білими рукавами, сині шорти та білі шкарпетки шкарпетки для домашніх матчів і білу футболку з блакитними рукавами, білими шортами та блакитними шкарпетками для виїзних матчів.

## Досягнення
- Чемпіонат острову:
  - Чемпіонат острова Санту-Антау: 1 перемога

1996/97
- - Суперкубок острова Санту-Антау: 1 перемога

2015
- Зональні турніри:
  - Чемпіонат острова Санту-Антау (Південь): 9 перемог

1997/98, 1999/2000, 2002/03, 2004/05, 2010/11, 2011/12, 2012/13, 2013/14, 2014/15
- - Кубок міста Порту-Нову: 10 перемог

1997/98, 1998/99, 1999/00, 2006/07, 2012/13, 2013/14, 2014/15
- - Суперкубок міста Порту Нову: 4 перемоги

2006/07, 2011/12, 2013/14, 2014/15
- - Відкритий чемпіонат острова Санту-Антау з футболу: 5/6 перемог

1999/2000, 2000/01?, 2003/04, 2006/07, 2011/12, 2013/14

## Статистика виступів у лігах та кубках

### Національний чемпіонат
| Сезон | Див. | Міс. | Іг. | В | Н | П | ЗМ | ПМ | РМ | О  | Кубок        | Примітки           | Плей-оф            |
| ----- | ---- | ---- | --- | - | - | - | -- | -- | -- | -- | ------------ | ------------------ | ------------------ |
| 2003  | 1A   | 5    | 5   | 0 | 1 | 3 | 3  | 9  | -6 | 1  |              | Не пробилися       | Не приймали участі |
| 2004  | 1B   | 4    | 5   | 2 | 0 | 3 | 9  | 18 | -9 | 6  | Не пробилися | Не приймали участі |                    |
| 2011  | 1B   | 1    | 4   | 2 | 2 | 0 | 11 | 4  | +7 | 8  |              | Півфіналіст        |                    |
| 2012  | 1B   | 2    | 5   | 3 | 1 | 1 | 10 | 6  | +4 | 10 | 2-ге місце   |                    | 4-те місце         |
| 2013  | 1B   | 2    | 5   | 3 | 1 | 1 | 5  | 1  | +4 | 10 |              |                    | 2-ге місце         |
| 2014  | 1A   | 2    | 5   | 2 | 2 | 1 | 7  | 2  | +5 | 8  |              | 4-те місце         |                    |
| 2015  | 1A   | 3    | 5   | 2 | 1 | 2 | 5  | 5  | 0  | 7  | Не пробилися | Не приймали участі |                    |

### Острівний чемпіонат
| Сезон   | Див. | Міс. | Іг. | В  | Н | П | ЗМ | ПМ | РМ  | О  | Кубок      | Суперкубок | Відкритий   | Примітки                          |
| ------- | ---- | ---- | --- | -- | - | - | -- | -- | --- | -- | ---------- | ---------- | ----------- | --------------------------------- |
| 2004-05 | 2    | 1    | -   | -  | - | - | -  | -  | -   | -  |            |            |             | Вихід до національного Чемпіонату |
| 2010-11 | 2    | 1    | -   | -  | - | - | -  | -  | -   | -  |            |            |             | Вихід до національного Чемпіонату |
| 2011-12 | 2    | 1    | -   | -  | - | - | -  | -  | -   | -  |            | Переможець | Переможець  | Вихід до національного Чемпіонату |
| 2012-13 | 2    | 1    | -   | -  | - | - | -  | -  | -   | -  | Переможець |            |             | Вихід до національного Чемпіонату |
| 2013-14 | 2    | 1    | 12  | 11 | 1 | 0 | 37 | 5  | +32 | 34 | Переможець | Переможець | Переможець  | Вихід до національного Чемпіонату |
| 2014-15 | 2    | 1    | 12  | 10 | 2 | 0 | 41 | 5  | +36 | 32 | Переможець | Переможець | Не відбувся | Вихід до національного Чемпіонату |

## Президенти
- Елішіу Сілва (до 6 листопада 2015 року)
- Освалдінью Сілва Лопеш (починаючи з 6 листопада 2015 року)